# Alfons-Goppel-Straße (München)
Die Alfons-Goppel-Straße in München liegt in der Altstadt und verläuft von der Maximilianstraße zur Hofgartenstraße.

## Geschichte
Die Alfons-Goppel-Straße ist nach dem bayerischen Politiker Alfons Goppel benannt, der von 1962 bis 1978 bayerischer Ministerpräsident war. Zunächst war eine Straße in der Messestadt Riem nach ihm benannt. Die jetzige Alfons-Goppel-Straße war vormals namentlicher Bestandteil des  Marstallplatzes. Nach einem Stadtratsbeschluss vom 7. September 2005 wurde die Straße in Riem in Am Messefreigelände umbenannt und der Straßenverlauf am Marstallplatz erhielt am 1. Oktober 2005 den Namen Alfons-Goppel-Straße.

## Lage
Die Alfons-Goppel-Straße verläuft von der Maximilianstraße zur Hofgartenstraße. Es zweigen Fußgängerwege ab, darunter zum Marstallplatz, Apothekenhof und Hofgarten. Unter der Hausnummer 11 residiert die Bayerische Akademie der Wissenschaften. An sie grenzt die Ostseite des Nationaltheaters München. Der Kronprinz-Rupprecht-Brunnen ist ein Doppelschalen-Brunnen zwischen der Münchner Residenz und dem Marstall, der ehemaligen Hofreitschule. Unter der Hausnummer 7 ist das Instituto Español de Cultura (Spanisches Kulturinstitut München) untergebracht.

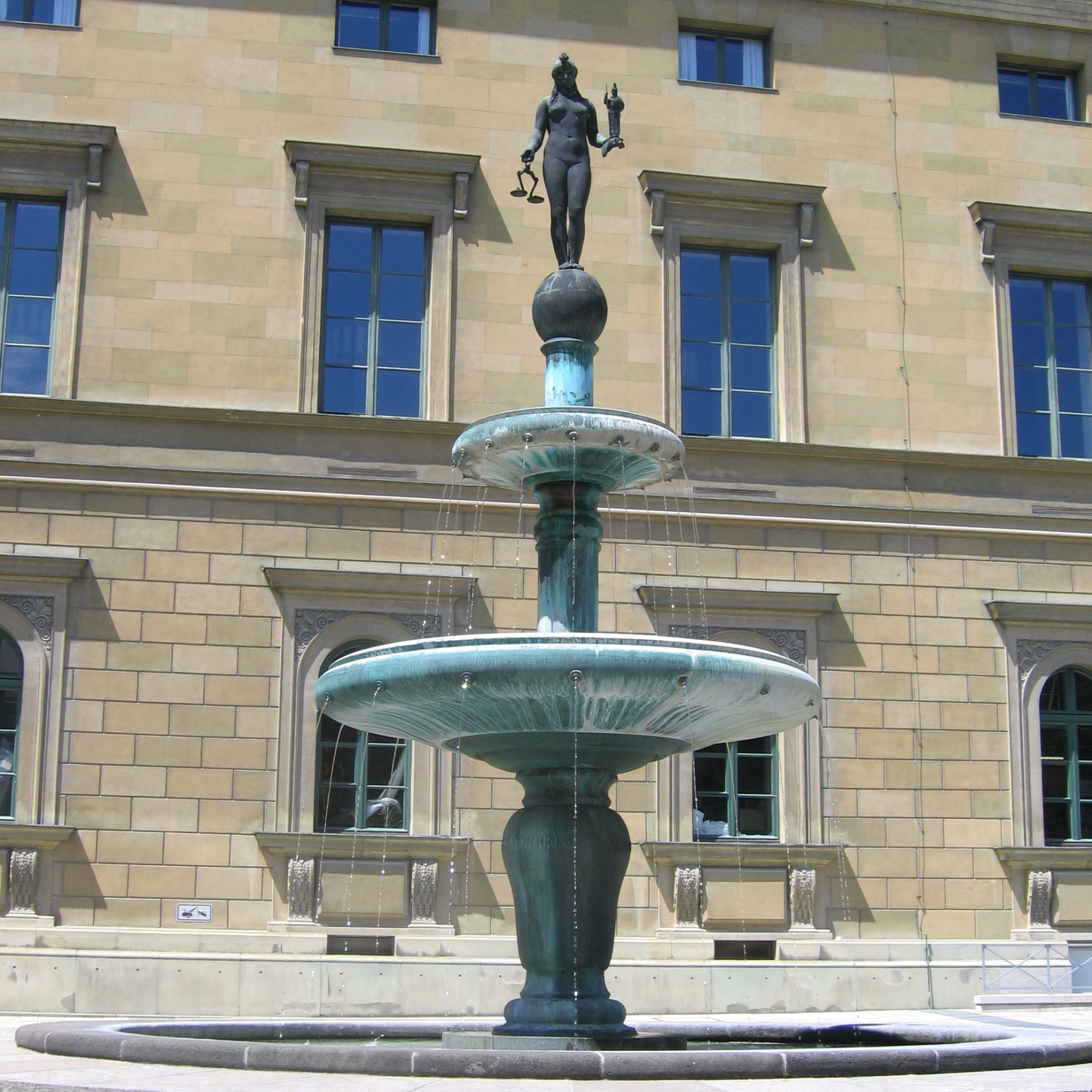
Kronprinz-Rupprecht-Brunnen
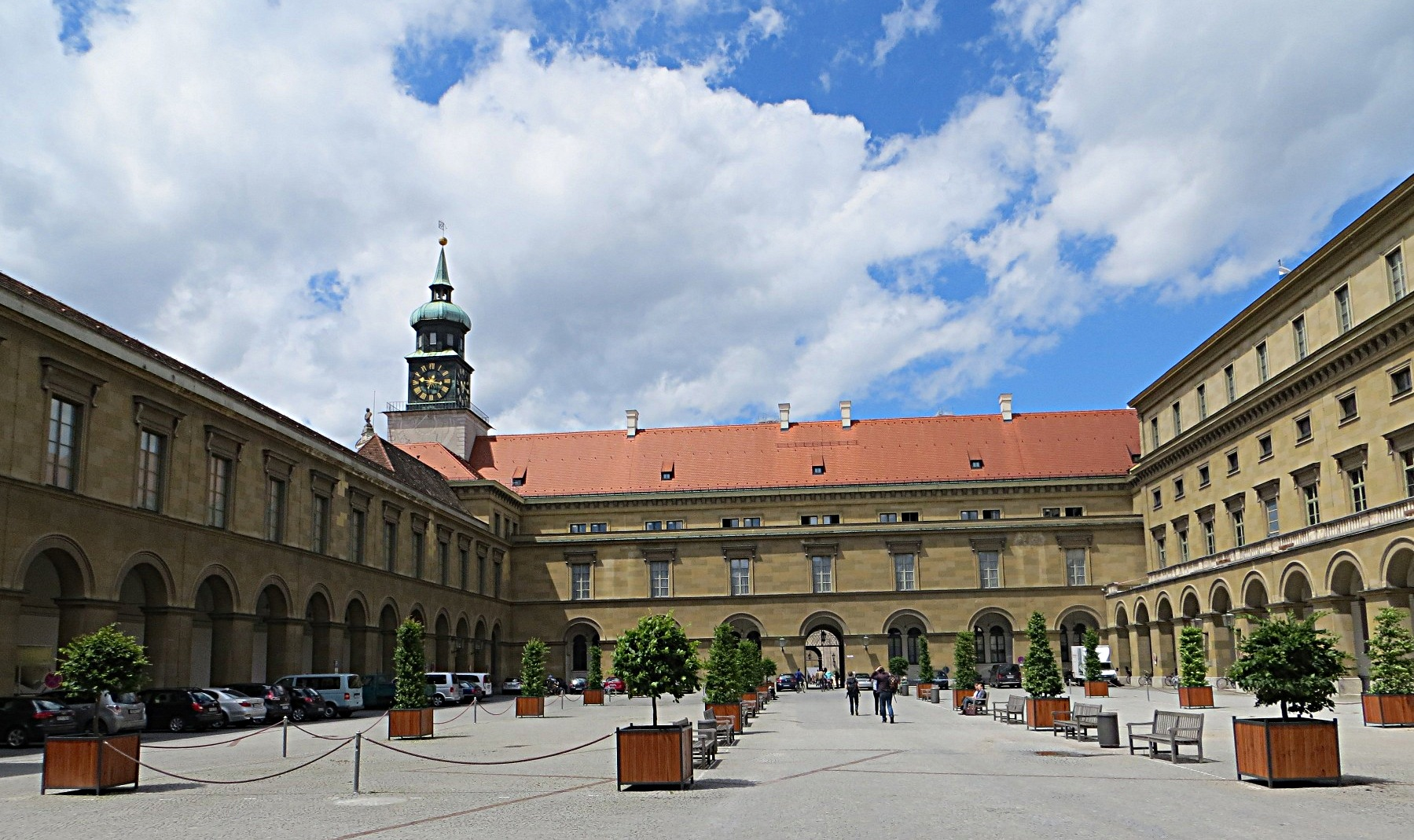
Apothekenhof
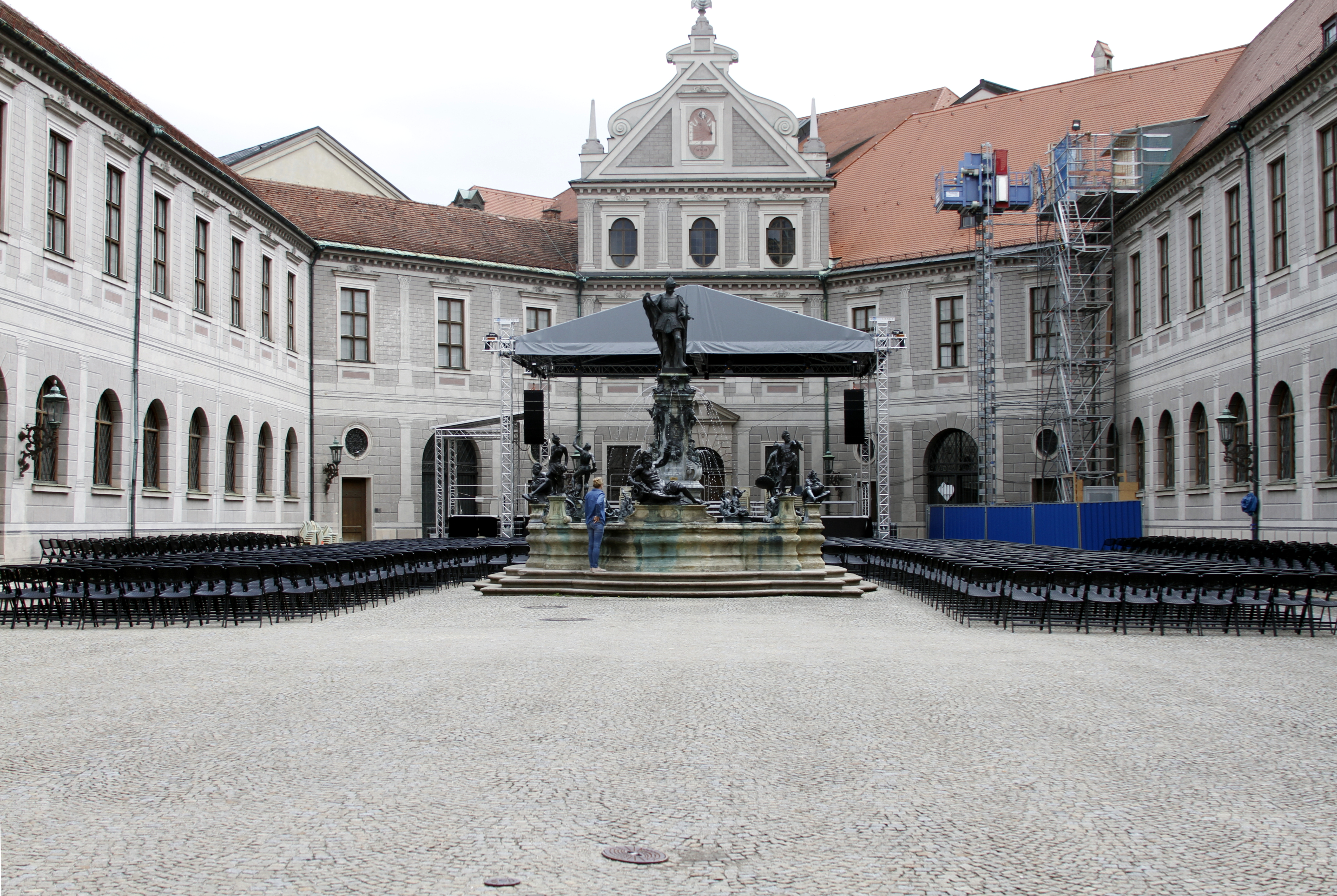
Brunnenhof, Residenz
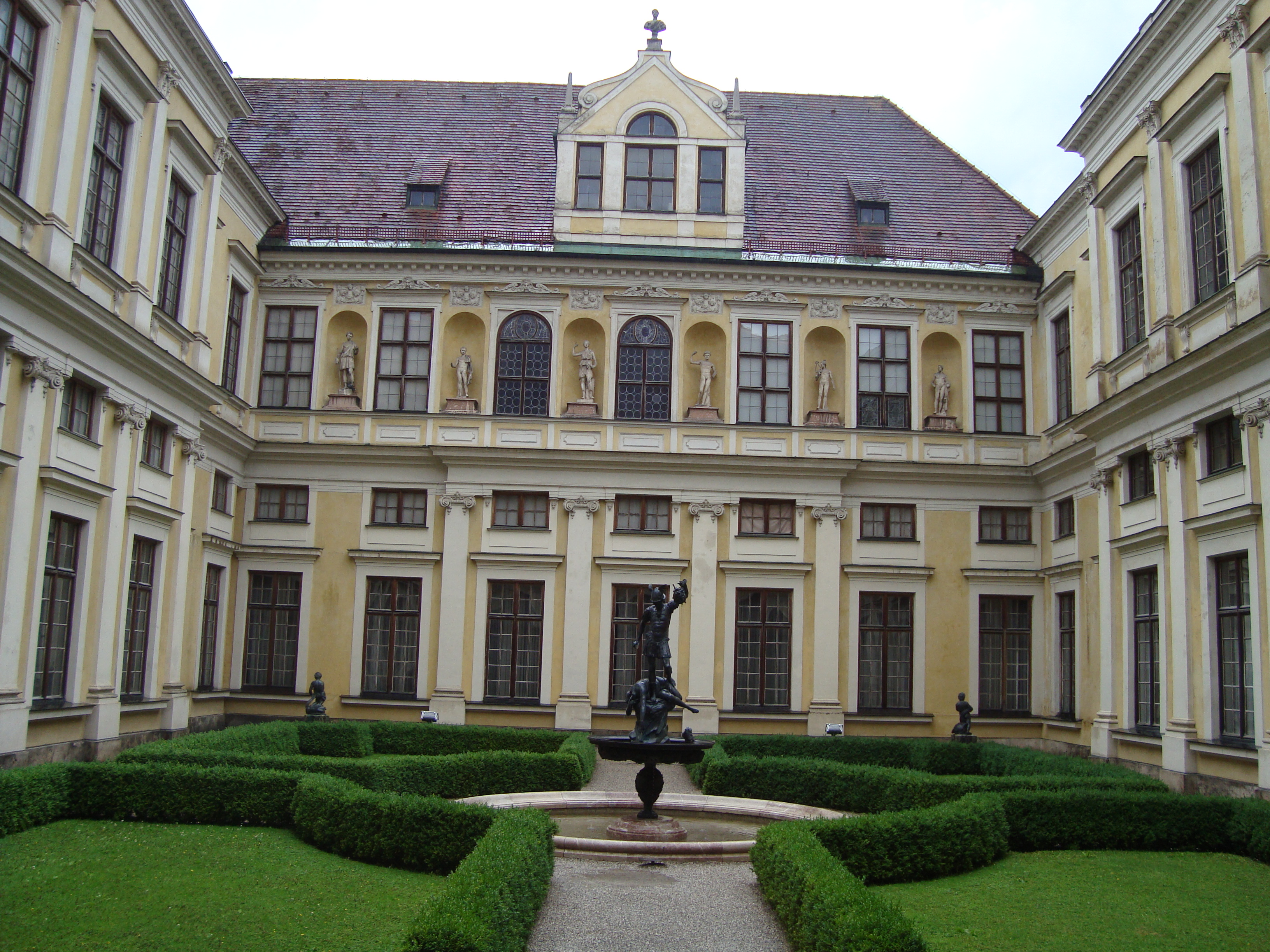
Grottenhof
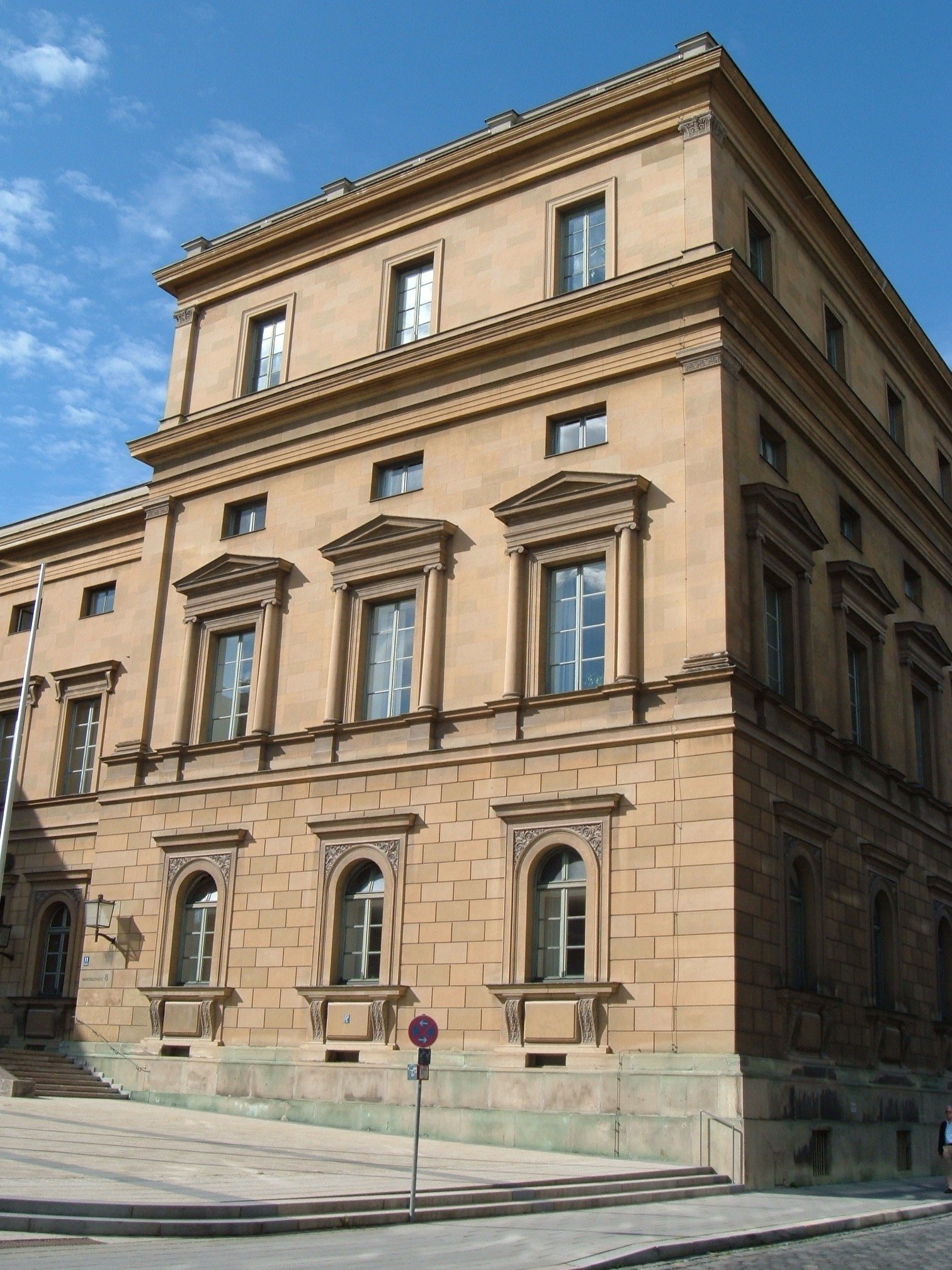
Bayerische Akademie der Wissenschaften